# Unidades da Guarda

Uma unidade aérea bielorrussa "da Guarda".

As unidades da Guarda (em bielorrusso:  Гвардыя, transl. Hvardiia; em russo:  Гвардия, transl. Gvardiia; em ucraniano:  Гвардія, transl. Hvardiia) são unidades e formações de elite, nas forças armadas da antiga União Soviética e atualmente nas forças armadas da Bielorrússia e Rússia.
Embora a expressão "unidades da Guarda" transmita a ideia de uma unidade militar coesa, trata-se de unidades independentes às quais foi atribuído o título honorífico "da Guarda", uma recompensa por se distinguirem em serviço e por pertencerem à elite das forças armadas. Originado durante a Grande Guerra Patriótica de 1941-45, seu nome faz referência à Guarda Imperial czarista, a força de elite do Império Russo.

## História
O termo Guarda Soviética foi introduzido pela primeira vez durante a Segunda Guerra Mundial, em 18 de setembro de 1941, por decisão da Stavka. Por meio da ordem nº 308 do Comissário do Povo para a Defesa, as 100ª, 127ª, 153ª e 161º Divisões foram renomeadas as 1ª, 2ª, 3ª e 4ª Divisões da Guarda, respectivamente, pelo seu serviço excepcional durante a Ofensiva Ielnia, em 1941. A 316ª Divisão de Infantaria foi rebatizada 8ª Divisão da Guarda em 18 de novembro de 1941, e recebeu o título de Panfilovskaia em homenagem ao falecido comandante Ivan Panfilov. Em 31 de dezembro de 1941, as 107ª, 120ª, 64ª, 316ª, 78ª e 52ª Divisões haviam se tornado a 5ª a 10ª Divisões da Guarda.
Todas as unidades de artilharia equipadas com lançadores Katiusha foram designadas Unidades de Morteiros da Guarda. Cerca de vinte Brigadas Aerotransportadas da Guarda foram convertidas nas 11ª à 16ª Divisões da Guarda, em dezembro de 1943.
As unidades e formações nomeadas com o título da Guarda receberam bandeiras especiais da Guarda, de acordo com uma decisão do Presidium do Soviete Supremo da URSS. Em 21 de maio de 1942, o Presidium introduziu distintivos da Guarda, para serem usados no lado direito do peito. Em junho de 1943, ele introduziu os Estandartes Vermelhos da Guarda para as forças terrestres e, em fevereiro de 1944, para as forças navais.
Depois da Segunda Guerra Mundial, várias tropas da Guarda foram estacionadas na Europa Oriental, por exemplo, no Grupo de Forças Soviéticas na Alemanha.
Desde o fim da União Soviética, a designação da Guarda para unidades militares foi mantida pela Bielorrússia, Rússia e Cazaquistão. A Ucrânia manteve a designação da Guarda Guardas até 2016. Várias antigas repúblicas soviéticas têm ramos "da Guarda" em suas forças armadas, incluindo aArmênia, o Azerbaijão, a Geórgia, o Tadjiquistão, o Turcomenistão, e o Uzbequistão.

## Distintivos

Antigo emblema soviético da Guarda.
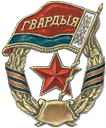
Distintivo da Guarda bielorrusso.
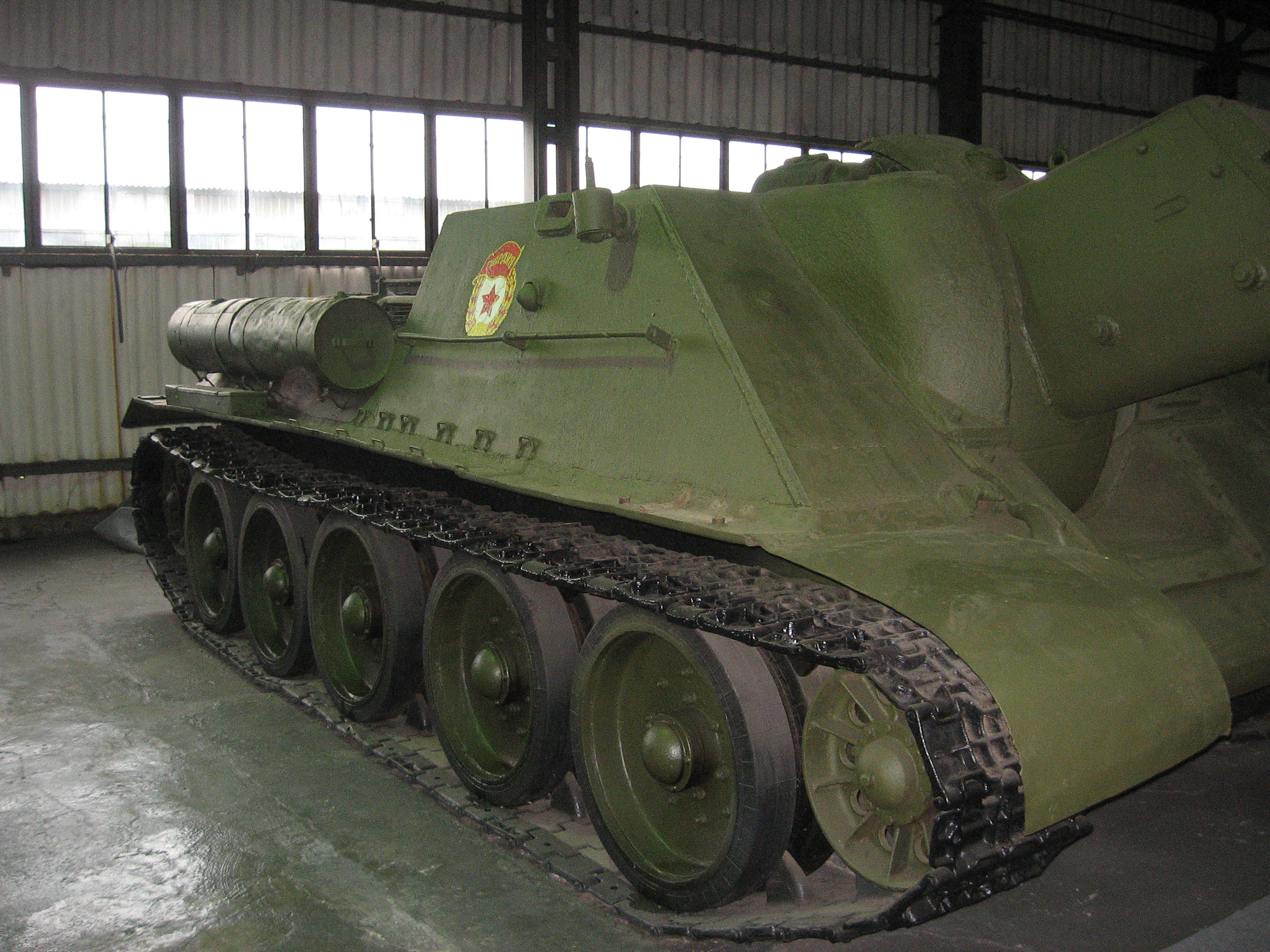
Emblema da Guarda em uma arma autopropulsada SU-122.
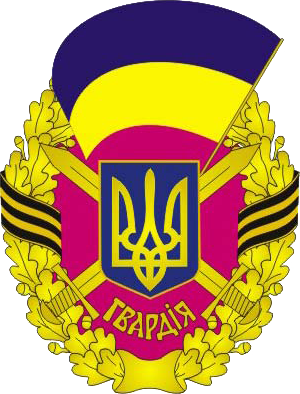
Distintivo da Guarda ucraniano, utilizado até 2016.
Distintivo da Guarda do Exército Popular da Coreia.